# Mihama kärnkraftverk
Mihama kärnkraftverk (美浜発電所 Mihama hatsudensho?) är ett kärnkraftverk i Japan. Det ligger i kommunen Mihama i Fukui prefektur, ca 320 km väster om Tokyo.
Kärnkraftverket började byggas 1967, och har tre tryckvattenreaktorer som togs i drift 1970, 1972 respektive 1976. De två äldsta stängdes ner 2015 och är under avveckling. Liksom övriga reaktorer i Japan så stängdes block 3 ner efter Fukushimaolyckan, men återstartades 2021 efter olika utredningar och anläggningsändringar.
Anläggningen ägs och drivs av Kansai Electric Power Company.

## Allmänt

### Mihama-1
Uppförandet av Mihama-1 påbörjades 1967 och togs i kommersiell drift 1970. Reaktorn är en tryckvattenreaktor och är relativt liten då den har 2 huvudkylkretsar ("loopar") och en nettoeffekt på 320 MW. Det är vanligare med 3 eller 4 loopar och effekter på åtminstone det dubbla.
Reaktorn designades av Westinghouse men var den första i Japan som tillverkades och uppfördes av Mitsubishi Heavy Industries. De centrala delarna av reaktorn tillverkades och levererades dock av Westinghouse.
Som en tidigt uppförd tryckvattenreaktor kom Mihama-1 att påverkas av svagheter i den tidens ånggeneratorer, och efter flera läckage från ÅG-tuber kom anläggningen att vara helt nedstängd åren 1975–1977 och ha väsentligt reducerad tillgänglighet under åren 1974–1984.
Mellan november 1994 och december 1995 genomfördes byte av anläggningens ånggeneratorer till nya av modernare konstruktion vilket bidrog till att anläggningens tillgänglighet 1996–2010 var på mera normala nivåer.
På grund av Fukushima-olyckan 2011 stängdes samtliga reaktorer i Japan ner, och fick sedan ansöka om återstart baserat på nya strängare kärnkraftsregler som trädde i kraft den 8 juli 2013. Baserat på en bedömning av erforderliga insatser för att licensiera reaktorn enligt de nya reglerna meddelade ägaren Kansai Electric Power Company i mars 2015 att man avsåg avveckla Mihama-1. I februari 2016 sände man in en avvecklingsplan för Mihama-1 till myndigheten NRA.
Vid sin sista inkoppling mot nät 2010 hade reaktorn levererat 60,1 TWh och hade en kumulativ kapacitetsfaktor på 53,5%.

### Mihama-2
Uppförandet av Mihama-2 påbörjades 1968 och togs i kommersiell drift 1972. Reaktorn är en tryckvattenreaktor och är relativt liten då den har 2 huvudkylkretsar ("loopar") och en nettoeffekt på 470 MW, det är vanligare med 3 eller 4 loopar och effekter på åtminstone det dubbla.
Reaktorn är designad, tillverkad och uppförd av Mitsubishi Heavy Industries.
Även Mihama-2 kom som en tidigt uppförd tryckvattenreaktor att påverkas av svagheter i den tidens ånggeneratorer. Speciellt drabbades man i februari 1991 av ett tubbrott som klassades som en INES-2-händelse. Händelsen bidrog till att anläggningen stod still i nästan 4 år, där man mellan juli 1993 och juli 1994 genomförde utbyte av ånggeneratorer. Utbytet bidrog till att anläggningens tillgänglighet 1995–2010 var på mera normala nivåer.
På grund av Fukushima-olyckan 2011 stängdes samtliga reaktorer i Japan ner, och fick sedan ansöka om återstart baserat på nya strängare kärnkraftsregler som trädde i kraft den 8 juli 2013. Baserat på en bedömning av erforderliga insatser för att licensiera reaktorn enligt de nya reglerna meddelade ägaren Kansai Electric Power Company i mars 2015 att man avsåg avveckla Mihama-2. I februari 2016 sände man in en avvecklingsplan för Mihama-2 till myndigheten NRA.
Vid sin sista inkoppling mot nät 2011 hade reaktorn levererat 101,6 TWh och hade en kumulativ kapacitetsfaktor på 62,5%.

### Mihama-3
Uppförandet av Mihama-3 påbörjades 1972 och togs i kommersiell drift 1976. Reaktorn är en tryckvattenreaktor och har 3 huvudkylkretsar ("loopar") och en nettoeffekt på 780 MW.
Reaktorn är designad, tillverkad och uppförd av Mitsubishi Heavy Industries.
Även Mihama-3 kom som en tidigt uppförd tryckvattenreaktor att påverkas av svagheter i den tidens ånggeneratorer, men genom medvetenhet om äldre reaktorers problem kom detta att få en mer begränsad påverkan på anläggningens tillgänglighet. Likväl genomfördes mellan augusti och december 1996 utbyte av anläggningens ånggeneratorer.
I juli 2004 skedde en allvarlig olycka där 270 grader het ånga strömmade ut i turbinhallen varvid 4 arbetare omkom och 7 skadades. Olyckan hade ingen påverkan på reaktordelen och medförde inga radioaktiva utsläpp, men bidrog till att anläggningen stod still i över 2 år.
På grund av Fukushima-olyckan 2011 stängdes samtliga reaktorer i Japan ner, och fick sedan ansöka om återstart baserat på nya strängare kärnkraftsregler som trädde i kraft den 8 juli 2013. Anläggningsägaren insände en sådan ansökan i mars 2015 som godkändes i oktober 2016. Efter att anläggningsändringar införts och godkänts återstartade Mihama-3 år 2021.
Till och med 2024 har reaktorn levererat 185,2 TWh och hade en kumulativ kapacitetsfaktor på 56,3%.

### Efter Fukushima-olyckan
För att få återstarta reaktorer efter sina respektive periodvisa underhåll följande Fukushima-olyckan behöver de godkännas efter nya och strängare säkerhetsregler. Ägaren Kansai Electric Power gjorde inte någon sådan ansökan för reaktor 1 och 2, utan sände 2016 in en avvecklingsplan för de två reaktorerna.
Ägaren Kansai Electric Power sände i mars 2015 in en ansökan om åtgärder för att kunna få återstarta reaktor 3 vilket godkändes i oktober 2016 av myndigheten NRA. Reaktor 3 blev då den första reaktor i Japan att drivas vid en ålder över 40 år. Den fick dock stoppas igen 23 oktober 2021 för att de inte ännu uppfyllt det striktare kravet om att det ska finnas fjärrstyrning av anläggningen från en bunker. Kansai Electric Power Company räknar med att vara klara med ombyggnaden i september 2022 och kunna återstarta i oktober 2022. Återstarten fick  skjutas upp på grund av ett läckage av vatten som upptäcktes i augusti.

### Status
| Reaktor    | Typ | Netto- effekt (MWe) | Bygg- start | First Grid | Kom. drift | 2013 ansökan insänd | 2013 ansökan godkänd | Post 2013 återstart | Stängd     |
| ---------- | --- | ------------------- | ----------- | ---------- | ---------- | ------------------- | -------------------- | ------------------- | ---------- |
| Mihama - 1 | PWR | 320                 | 1967-02-01  | 1970-08-08 | 1970-11-28 | ej insänd           | ej bedömd            |                     | 2015-04-27 |
| Mihama - 2 | PWR | 470                 | 1968-05-29  | 1972-04-21 | 1972-07-25 | ej insänd           | ej bedömd            |                     | 2015-04-27 |
| Mihama - 3 | PWR | 780                 | 1972-08-07  | 1976-02-19 | 1976-12-01 | 2015-03-17          | 2016-10-05           | 2021-06-23          |            |